# Hessenhaus (Antwerpen)

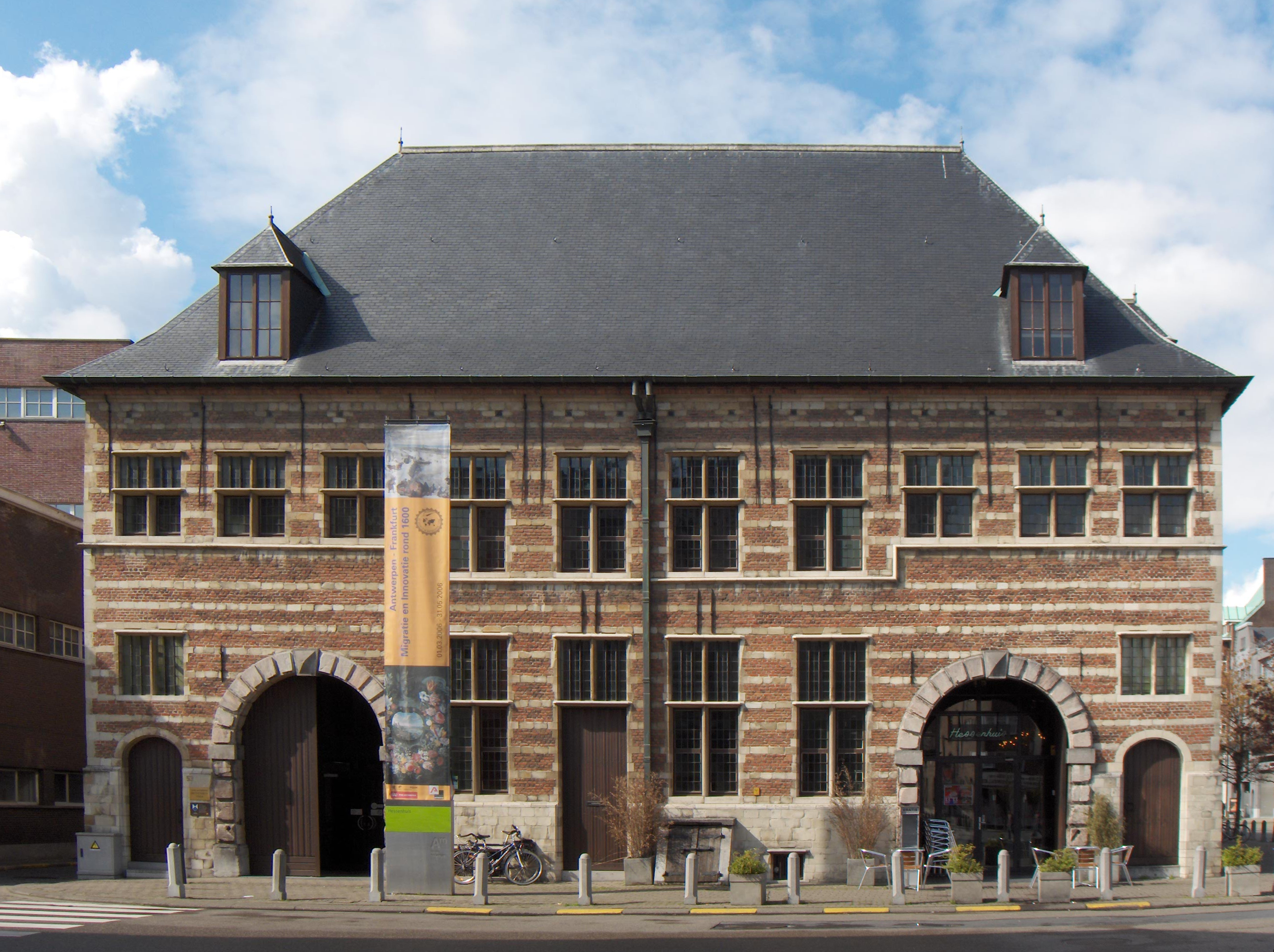
Das Hessenhaus (2006)

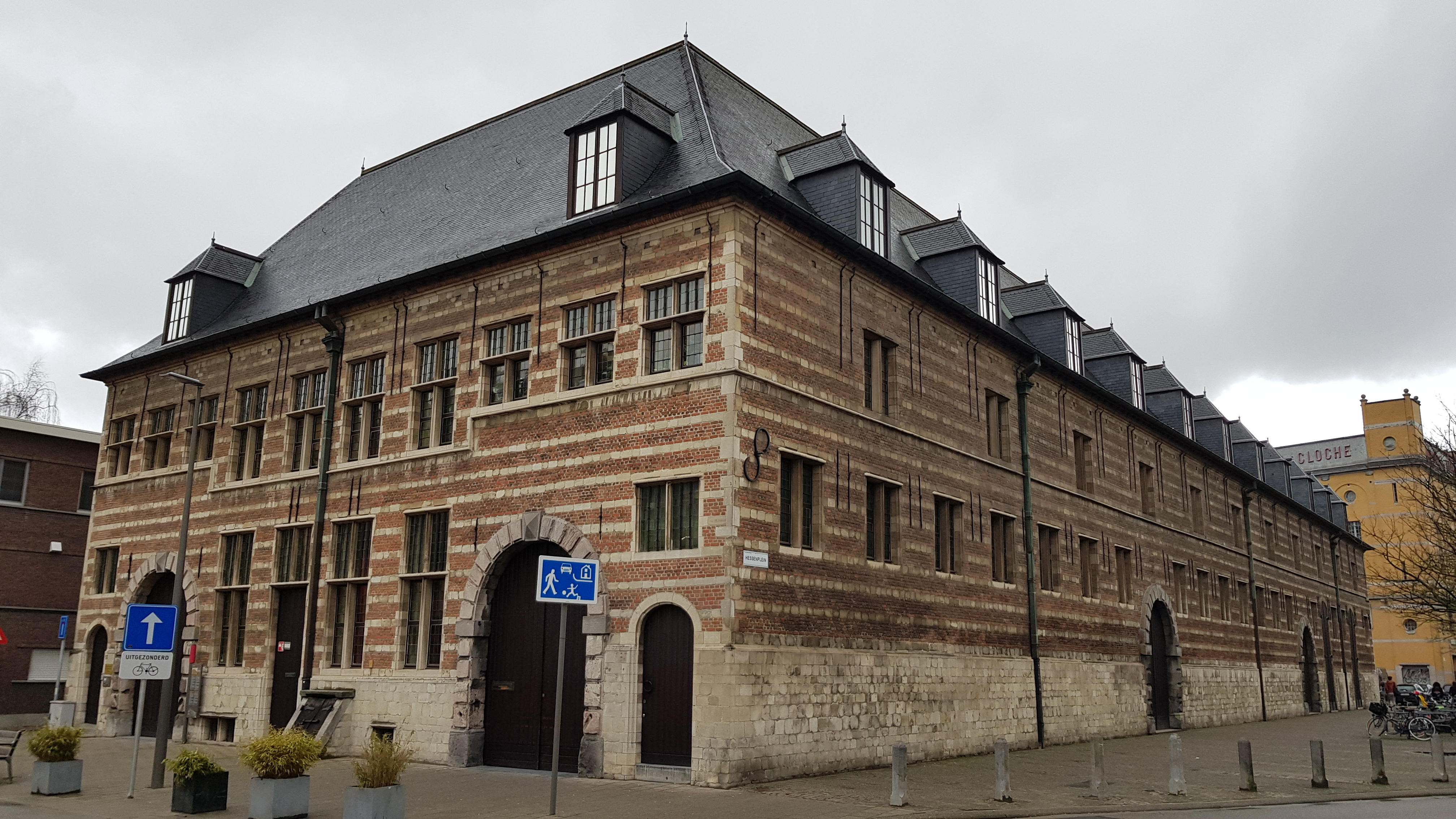
Das Hessenhaus (2018)

Das Hessenhaus (Niederländisch Hessenhuis) ist ein historisches Lagerhaus in Antwerpen. Benannt ist es nach den Frammersbacher Fuhrleuten, welche Waren auf der Strecke Nürnberg – Antwerpen transportierten.
Die wohlhabende Witwe Anna Janssens ließ das Renaissance-Gebäude, welches 1564 vollendet wurde, auf Wunsch deutscher Kaufleute errichten. Im Erdgeschoß waren Stallungen und Magazine. An den Wänden sind noch die Ringe, an denen die Pferde festgebunden wurden, vorhanden.
Nach den goldenen Zeiten des Antwerpener Handels diente das Gebäude als protestantisches Gebetshaus, Kaserne, Feuerwache, Lagerhalle und Werkstätten.
Nach der Restaurierung 1975 bot das Gebäude Raum für temporäre Ausstellungen. Hier hängt unter anderem das Gemälde des Unternehmers Gilbert van Schoonbeke, dem Errichter der Antwerpener Wasserwege, durch welche das Eilandje entstand.